# 石川图

一份魚骨圖的範例

石川图（英語：Ishikawa Diagram），又稱因果图、關鍵要因圖（日語：特性要因図/とくせいよういんず）、要因分析圖、鱼骨图（英語：Fishbone Diagram），是用图解展示一定事件的各种原因的方法，是由日本學者石川馨在1956年發表的著作《品質管理入門》所創立的因果模型圖。它常用于产品设计，来显示某个总体效果的可能因子。石川图常用在產品設計、或是生产质量管理或失效預防，以識別造成問題的所有潛在因素。是品管七大手法中的一項。石川图中會將問題（魚頭）放在圖的右邊，潛在因素分為幾大類，再由各大類中去細分小分類，都在圖的左邊，例如：魚頭—大類、魚身—中類、魚刺—小類，讓階層分支清楚地展現。
鱼骨图也會用來作圖像式思考輔助工具，使用方式有點類似心智圖，也有其他應用用這類的圖形去做其他分析，例如專利分類、產品機能、規格需求等，這些應用時多半都會稱為鱼骨图，不會稱為石川图。
也有些應用會用鱼骨图來找特定需求下的可行方案或是對策，此時的魚骨圖的需求（魚頭）會在圖的左邊。

## 歷史
在1956年，現代管理學先驅石川馨在川崎重工船廠創建品質管制過程時發展出石川圖，它是品質管理的七種基本工具之一，因其形似魚骨，又被稱為魚骨圖。在生產品質管制中，石川圖可以幫助企業逆向剖析各個部門的問題，是一種由結果反推各個因素缺陷的工具。

## 用於找問題原因
石川图中的原因多半會加以分類。石川图有助於看出不同原因之間的關鍵相關係，而找可能原因的過程也有助對問題或是程序有更深入的了解
問題的原因可以用腦力激盪的方式來進行，之後再加以分類，放在魚骨的不同位置。分類可以依傳統的分類方式，也可以依問題或是應用有特殊的分類。原因也可以用五個為什麼設法找到其根本原因。
分類可以分為以下幾類：

### 5M1E或是8M（製造品質管理）
每一個不完美的原因都是變異的來源。若在問題分析中，多半會將原因分為幾個類，以識別其變異的來源。常見的分類為「人機物法環測」，英文簡稱為5M1E：
- 人（Man）：和此一製程有關的所有人員。
- 機（機器，Machine）：進行此製程需要的設備、電腦等相關工具。
- 物（物料，Material）：生產成品需要的原材料、零件、紙、筆等物品。
- 法（方法，Method）：製程進行的方式，以及進行時需要的特定需求，像是政策、程序、規定、標準及法規等。
- 環（環境／媒介，Environment/ Medium）：製程運作時的條件，例如地點、時點、溫度、溼度或是文化等。
- 測（測量／檢查，Measurement/ Inspection）：在此製作過程所產生，用來檢查品質的資料，也包括測量用的儀器。

也有些是用上述的五個M再加上以下的三個M，成為8M。
- 任務（Mission）／環境（Mother nature）：有包括內部（任務）環境或外部（任務）環境。
- 管理（Management）／財力（Money power）
- 維護（Maintenance）

### 8P（市場行銷）
- 產品（Product）／服務（Service）
- 價格（Price）
- 地點（Place）
- 促銷（Promotion）
- 人員（People）
- 流程（Process）
- 實體環境（Physical Environment）
- 效能（Performance）

### 腳註
1. ↑  石川 馨『品質管理入門』QCテキスト・シリーズ 1、日科技連出版社、1956年。
2. ↑  Ishikawa, Kaoru. . Tokyo: JUSE. 1968.
3. ↑  Ishikawa, Kaoru. . Asian Productivity Organization. 1976. ISBN 92-833-1036-5.
4. ↑  . www.lcnet.com.tw. Smart eVision Inc. 2019-12-03  [2019-12-11]. （原始内容存档于2020-10-21） （中文）.
5. ↑  藍新堯. . 五南圖書出版股份有限公司. 1 September 2015: 107–. ISBN 978-957-11-8189-9.
6. ↑  Hankins, Judy. . 2001: 42.

### 资料
- Ishikawa, Kaoru (1990); (Translator: J. H. Loftus); Introduction to Quality Control; 448 p; ISBN 4-906224-61-X OCLC 61341428
- Dale, Barrie G. et al. (2007); Managing Quality 5th ed; ISBN 978-1-4051-4279-3 OCLC 288977828

## 外部連結
- 魚骨圖、因果圖與問題解決思考流程
- 魚骨圖應用 - 拆解圖形與資料的『關聯+流程』關係 （页面存档备份，存于）
- 學魚骨圖 確定問題‧抓出關鍵 去除瓶頸‧確實解決 （页面存档备份，存于）
- Article from HCI Australia on Cause and Effect Diagrams （页面存档备份，存于）